# Huai Rat (huyện)
Huai Rat (tiếng Thái: ห้วยราช) là một huyện (amphoe) thuộc tỉnh Buriram, đông bắc Thái Lan.

## Địa lý
Các huyện giáp ranh là (từ phía đông theo chiều kim đồng hồ) Krasang, Mueang Buriram, Ban Dan và Satuek của tỉnh Buriram.

## Lịch sử
Tiểu huyện (King Amphoe) Huai Rat đã được thành lập ngày 1 tháng 4 năm 1990, khi 5 tambon Huai Rat, Sam Waeng, Ta Sao, Ban Tako và Sanuan được tách khỏi Mueang Buriram. Đơn vị này đã được nâng thành huyện ngày 8 tháng 9 năm 1995.

## Hành chính
Huyện này được chia thành 8 phó huyện (tambon), các đơn vị này lại được chia thành 85 làng (muban). Huai Rat là một thị trấn (thesaban tambon) nằm trên một phần của tambon Huai Rat và toàn bộ  tambon  Huai Racha. Ngoài ra có 7 tổ chức hành chính tambon (TAO).
| Số TT | Tên        | Tên tiếng Thái | Số làng | Dân số |  |
| ----- | ---------- | -------------- | ------- | ------ |  |
| 1.    | Huai Rat   | ห้วยราช         | 15      | 4.439  |  |
| 2.    | Sam Waeng  | สามแวง         | 9       | 4.250  |  |
| 3.    | Ta Sao     | ตาเสา          | 10      | 4.784  |  |
| 4.    | Ban Tako   | บ้านตะโก        | 9       | 3.248  |  |
| 5.    | Sanuan     | สนวน           | 12      | 5.334  |  |
| 6.    | Khok Lek   | โคกเหล็ก        | 11      | 6.154  |  |
| 7.    | Mueang Pho | เมืองโพธิ์        | 9       | 3.558  |  |
| 8.    | Huai Racha | ห้วยราชา        | 10      | 4.174  |  |